# Bazrangi
Los bazrangi fueron una antigua tribu montañesa irania, que establecieron un imperio marítimo más allá de la meseta iraní.
Su principal posesión de ultramar era Mazun (la actual Omán), e hicieron del puerto de Suhar la capital de la región. A finales del siglo I a. C., la mayor parte de las islas de la costa este africana pertenecían a los Bazrangi: Socotra, archipiélago de Zanzíbar (islas de Unguja, Pemba y Mafia), Comores y Madagascar.
Durante el siglo I, los bazrangi fueron la potencia dominante en el océano Índico, con cuarteles establecidos en sus puertos, entre Madagascar y Somalia.
- Datos: Q4875241